# はっきり
はっきりは、日本語の副詞の一種である。元々は「はきと見ゆ」などのように使用されていた「はき」が促音化・状態副詞化して誕生した言葉とされている。「と」を伴って用いられることがあり、「物事の輪郭などを始めとして、特定のものと、その他のものとの区別が明らかで極めて明瞭である状態」「気持ちが晴れやかとしていて爽やかである状態」「自分の気持ちを表現することなどに遠慮がなく、露骨であるさま」「何かが定まっていて動かないさま」などを指す言葉とされており、「明らかに」「さだかに」「明瞭に」「確実に」「確かに」「すっきり」「さっぱり」などがその類語として挙げられる。太宰治の『かくめい』、寺田寅彦の『宇都野さんの歌』、芥川龍之介の『母』、山本周五郎の『日本婦道記』、和辻哲郎の『夢』などを初めとした文学作品に多く使用例が見られる。